# Prêmio Adicional de Renda (PAR)
O Prêmio Adicional de Renda (PAR) é um mecanismo de fomento criado pelo Ministério da Cultura em 2005, via Agência Nacional de Cinema (ANCINE), para incentivar a indústria cinematográfica brasileira, estimulando o diálogo entre a cinematografia nacional e seu público. O PAR se destina ao incentivo à produção, à distribuição e à exibição de obras cinematográficas de longa-metragem brasileiras de produção independente, através de repasse direto de recursos às empresas de cada um desses eixos da indústria do cinema, e sua aplicação deverá ser direcionada para novos projetos, segundo Termo de Concessão específico para cada tipo de empresa.

## Histórico
A criação do PAR se deu através da Instrução Normativa nº 44, de 11 de novembro de 2005. De acordo com o artigo 4º desse documento, a ANCINE estabelecerá em Edital, no primeiro semestre de cada exercício fiscal, com base na sua disponibilidade orçamentária e financeira, o valor total do Prêmio Adicional de Renda, assim como os critérios adicionais para a concessão, utilização e prestação de contas dos recursos a serem concedidos na forma de apoio financeiro. Para a concessão do prêmio, considera-se o desempenho das produções nacionais nas bilheterias do país, incluindo o tempo de exibição e os valores arrecadados com a venda de ingressos - auferida até 31 de janeiro do ano de premiação, segundo Instrução Normativa nº 86. Cada edição do PAR considera as produções cinematográficas que tiveram lançamento comercial a partir de 12 meses anteriores ao dia 30 de novembro do ano de referência.
A Instrução Normativa nº 44, que cria o PAR, sofreu diversas pequenas alterações ao longo do tempo, cinco outras Instruções Normativas foram publicadas para este fim: nº 62, em 2007, nº 75, em 2008, nº 86, em 2009, nº 89, em 2010, e nº 116, em 2014. Elas incluem desde definições sobre quais empresas podem participar dos editais até como deve funcionar o Termo de Concessão, que define o conjunto de atividades nas quais os recursos do prêmio podem ser investidos.
O PAR teve seu primeiro edital lançado em 2005, com valor de premiação de R$ 4.162.000,00, a ser distribuído de maneira igualitária entre as empresas vencedoras, de acordo com o disposto na Instrução Normativa nº 44. Em todas as edições, estipulou-se um valor máximo para o prêmio na categoria de empresa exibidora; em 2005, esse valor foi definido em R$ 30.000,00. Esta edição beneficiou empresas envolvidas com as produções nacionais lançadas entre 1º de dezembro de 2003 e 30 de novembro de 2004.
Entre 2006 e 2010, em todos os editais, o PAR recebeu sucessivos incrementos no valor de sua premiação, tendo saltado de R$ 4.162.000,00, em 2005, para R$ 9.300.000,00 em 2010, quando atinge seu auge. Em 2011, a política sofre um corte e conta com o orçamento de apenas R$ 5.000.000,00, registram-se, então, dois novos aumentos nas edições seguintes - em 2012, foram R$ 6.461.400,00, e em 2013, R$ 8.000.000,00 -, mas 2014 e 2015, o valor do prêmio apresenta nova queda, e concede R$ 3.000.000,00 nos dois anos. A tabela abaixo apresenta esses valores, todas as informações foram retiradas dos editais do PAR.
| Ano  | Prêmio          |
| ---- | --------------- |
| 2005 | R$ 4.162.000,00 |
| 2006 | R$ 7.500.000,00 |
| 2007 | R$ 8.380.065,00 |
| 2008 | R$ 8.176.052,00 |
| 2009 | R$ 9.300.000,00 |
| 2010 | R$ 9.300.000,00 |
| 2011 | R$ 5.000.000,00 |
| 2012 | R$ 6.461.400,00 |
| 2013 | R$ 8.000.000,00 |
| 2014 | R$ 3.000.000,00 |
| 2015 | R$ 3.000.000,00 |

## Funcionamento
Somente poderão concorrer ao PAR empresas brasileiras - de acordo com o §1º do  art. 1º da Medida Provisória nº 2.228-1, de 6 de setembro de 2001, é considerada empresa brasileira: “aquela constituída sob as leis brasileiras, com sede e administração no País, cuja maioria do capital total e votante seja de titularidade direta ou indireta, de brasileiros natos ou naturalizados há mais de 10 (dez) anos, os quais devem exercer de fato e de direito o poder decisório da empresa”. Além disso, a empresa deve estar registrada na ANCINE em alguma das seguintes modalidades de operação:
- Empresa produtora titular de direitos patrimoniais sobre obra cinematográfica de longa-metragem brasileira de produção independente; 
- Empresa distribuidora detentora dos direitos de distribuição das obras cinematográficas de longa-metragem brasileiras para o segmento de mercado de salas de exibição, cedidos primeiramente e diretamente da empresa produtora;
- Empresa exibidora proprietária, locatária ou arrendatária de salas, espaços ou locais de exibição pública comercial de obras cinematográficas de longa-metragem brasileiras.
De acordo com o art. 6º da mesma instrução normativa, os critérios para concessão do PAR para empresas distribuidoras e produtoras são:
```
 a) serão estabelecidas faixas de premiação, nas quais se enquadrarão as empresas produtoras inscritas no Prêmio, relacionadas ao desempenho da obra cinematográfica no mercado de salas de exibição, podendo ser consideradas faixas nas quais não haverá concessão do apoio financeiro;
 b) as alíquotas atribuídas para cada uma das faixas de premiação poderão ser diferenciadas;
 c) para a aferição do Prêmio a ser concedido, será considerada a obra cinematográfica de longa-metragem brasileira de produção independente cuja data de lançamento comercial no mercado de salas de exibição tenha ocorrido no período de 12 (doze) meses que antecedem a data de 30 de novembro do ano-referência de premiação;
 d) a renda bruta de bilheteria das obras cinematográficas de longa-metragem brasileiras será aferida até 31 de janeiro do ano de premiação.
```

E para as empresas exibidoras: 
```
 a) poderão se inscrever ao Prêmio Adicional de Renda os complexos de exibição cinematográfica de até duas salas;
 b) a metodologia de cálculo relativa à exibição cinematográfica considerará o número de obras cinematográficas de longa-metragem brasileiras exibidas no período considerado, assim como o número de dias, de acordo com os critérios utilizados para aferição do cumprimento da Cota de Tela no ano-referência de premiação, nos quais tais obras sejam exibidas.
 c) para a aferição do Prêmio a ser concedido será considerada a exibição de obras cinematográficas de longa-metragem brasileiras ocorridas entre o dia 1º de janeiro e 31 de dezembro do ano-referência de premiação, considerando-se apenas aquelas obras cuja data de lançamento comercial no mercado de salas de exibição tenha ocorrido após 1º de julho do ano anterior ao ano-referência de premiação.
 d) a renda bruta de bilheteria das obras cinematográficas de longa-metragem brasileiras será aferida no período compreendido entre 1º de janeiro a 31 de dezembro do ano-referência de premiação.
```

## Mecanismo de Cálculo
De acordo com o anexo 1A da instrução normativa nº 44, o cálculo para concessão do prêmio, no caso das empresas produtoras, é feito da seguinte forma: 
1- Estipula-se faixas de premiação e alíquotas sobre rendas de bilheteria, conforme tabela abaixo: 
| Faixas de premiação | Intervalo das Faixas de Premiação (Limite Inferior e Superior) | Alíquotas sobre rendas de bilheteria (ɑr) |
| ------------------- | -------------------------------------------------------------- | ----------------------------------------- |
| Faixa 1             | (0; 35.000 x PMI)                                              | 0%                                        |
| Faixa 2             | (35.000 x PMI; 150.000 x PMI)                                  | 20%                                       |
| Faixa 3             | (150.000 x PMI; 300.000 x PMI)                                 | 10%                                       |
| Faixa 4             | (300.000 x PMI; 600.000 x PMI)                                 | 2%                                        |
| Faixa 5             | (600.000 x PMI; 1.000.000 x PMI)                               | 0,5%                                      |
| Faixa 6             | (1.000.000 x PMI; ∞)                                           | 0,15%                                     |

PMI significa preço médio do ingresso, e é calculado dividindo-se a soma das rendas brutas de bilheteria auferidas pelas obras cinematográficas de longa-metragem brasileiras pela soma do número de espectadores obtidos por tais obras, no período compreendido entre 1º de janeiro a 31 de dezembro do ano anterior ao ano-referência de premiação. 
2 – Estabelecimento de alíquotas de desempenho em função da razão entre recursos públicos não reembolsáveis e renda, de acordo com o critério abaixo:
Se (RP/R)f <= 20, então λf = MAX [-0,05(RP/R)f +0,15; -0,5] 
Se (RP/R)f > 20, então λf = -1 
Onde: 
λf = alíquota de desempenho em função da razão entre recursos públicos não reembolsáveis e renda, associada à obra f; 
RP = recursos públicos não reembolsáveis utilizados na realização da obra f;
(RP/R)f = razão entre recursos públicos não reembolsáveis e renda, associada à obra f; 
3 –  Cálculo da pontuação relacionada a cada obra: 
Pf,1 = 0 
Pf,2 = Rf,2 α2 (1+ λf) 
Pf,3 = [Rs 2 α2 + (Rf,3 - Ri 3) α3][1+ λf] 
Pf,4 = [Rs 2 α2 + (Rs 3 - Ri 3) α3 + (Rf,4 - Ri 4) α4][1+ λf] 
Pf,5 = [Rs 2 α2 + (Rs 3 - Ri 3) α3 + (Rs 4 - Ri 4) α4 + (Rf,5 - Ri 5) α5][1+ λf] 
Pf,6 = [Rs 2 α2 + (Rs 3 - Ri 3) α3 + (Rs 4 - Ri 4) α4 + (Rs 5 - Ri 5) α5 + (Rf,6 - Ri 6) α6][1+ λf] 
Onde: 
Pf,r = pontuação referente à obra f , cuja renda de bilheteria esteja entre os limites definidos na faixa de premiação r; 
Rf,r = renda bruta de bilheteria obtida pela obra f, situada na faixa de premiação r; 
R i r = limite inferior de renda da faixa de premiação r; 
R s r = limite superior de renda da faixa de premiação r;
αr = alíquota sobre renda bruta de bilheteria da faixa de premiação r;
λf = alíquota de desempenho em função da razão entre recursos públicos não reembolsáveis e renda obtida pela obra f (aplicada segundo regras da fórmula apresentada no item 2). 
Em seguida, obtém-se a premiação relacionada a cada obra (PARf,r): 
PARf,r = PARPROD (Pf,r / SPf) 
Onde: 
PARf,r = premiação relacionada à obra f, cuja renda de bilheteria esteja entre os limites definidos na faixa de premiação r; 
PARPROD = valor dos apoios financeiros a serem concedidos a todas as empresas produtoras; 
SPf = soma das pontuações obtidas por todas as obras habilitadas pelas empresas produtoras. 
- Por “recursos públicos não reembolsáveis” entende-se todos os recursos provenientes de fomento público, direto ou indireto, oriundos das esferas federal, estadual e municipal, excluindo-se aqueles que se caracterizam como investimentos retornáveis, empréstimos ou prêmios concedidos a título de desempenho de mercado ou de qualidade artística.

## Aplicação dos recursos
As empresas produtoras deverão destinar os recursos em:
```
 a) desenvolvimento de projeto de produção de obra cinematográfica de longa-metragem brasileira de produção independente
 b) finalização de obra cinematográfica de longa-metragem brasileira de produção independente
 c) complementação de recursos para a filmagem de obra cinematográfica de longa-metragem brasileira de produção independente
```

As distribuidoras:
```
 a) aquisição de direitos de distribuição de obra cinematográfica de longa-metragem brasileira de produção independente, com utilização dos recursos na produção da obra
 b) despesas de comercialização de obras cinematográficas de longa-metragem brasileiras de produção independente
 c) desenvolvimento de projeto de produção de obra cinematográfica de longa-metragem brasileiras de produção independente, com compromisso expresso de distribuição da obra no mercado de salas de exibição
```

E as exibidoras: 
```
 a) automação da bilheteria
 b) projeto de investimento, nas salas que farão jus ao apoio financeiro
 c) abertura de novas salas
 d) aquisição de equipamentos digitais de exibição cinematográfica
 e) projeto de formação de público para obras audiovisuais brasileiras
 f) recursos técnicos de legendagem descritiva, libras e audiodescrição
```